# Gratz (Pennsylvania)
Gratz ist ein Borough im Dauphin County im US-Bundesstaat Pennsylvania in den Vereinigten Staaten. Das U.S. Census Bureau hat bei der Volkszählung 2020 eine Einwohnerzahl von 743 ermittelt. Die Stadt ist Teil der „Harrisburg–Carlisle–Metropolitan Statistical Area“.

## Demographie
Nach der Volkszählung im Jahr 2000 lebten hier 676 Menschen in 301 Haushalten und 194 Familien. Die Bevölkerungsdichte betrug 86,7 Einwohner pro km². Ethnisch betrachtet setzte sich die Bevölkerung zusammen aus 99,56 % weißer Bevölkerung, 0,30 % anderer Herkunft und 0,15 % Mischlinge. 1,18 % der Bevölkerung waren spanischer oder lateinamerikanischer Abstammung.
Von den 301 Haushalten hatten 22,9 % Kinder und Jugendliche unter 18 Jahre, die bei ihnen lebten. 56,5 % waren verheiratete, zusammenlebende Paare, 4,7 % waren allein erziehende Mütter und 35,5 % waren keine Familien. 31,6 % bestanden aus Singlehaushalten und in 18,6 % lebten Menschen im Alter von 65 Jahren oder darüber allein. Die Durchschnittshaushaltsgröße betrug 2,25 und die durchschnittliche Familiengröße lag bei 2,81 Personen.
Auf den gesamten Ort bezogen setzte sich die Bevölkerung zusammen aus 19,1 % Einwohnern unter 18 Jahren, 10,5 % zwischen 18 und 24 Jahren, 23,8 % zwischen 25 und 44 Jahren, 24,7 % zwischen 45 und 64 Jahren und 21,9 % waren 65 Jahre alt oder darüber. Das Durchschnittsalter betrug 42 Jahre. Auf 100 weibliche Personen kamen 103,6 männliche Personen. Auf 100 Frauen im Alter von 18 Jahren oder darüber kamen statistisch 96,1 Männer.
Das jährliche Durchschnittseinkommen eines Haushalts betrug 32.917 USD, das Durchschnittseinkommen der Familien betrug 46.063 USD. Männer hatten ein Durchschnittseinkommen von 31.429 USD, Frauen 21.500 USD. Das Prokopfeinkommen betrug 16.837 USD. 8,6 % der Familien und 14,3 % der Bevölkerung lebten unterhalb der Armutsgrenze (inklusive 14,9 % der Kinder und 18,8 % der über 65-Jährigen).

## Belege
- geografische Daten laut Gratz borough. In: Geographic Names Information System. United States Geological Survey, United States Department of the Interior (englisch).
- demografische Daten laut Federal Information Processing Standard: PDF (Memento vom 17. Mai 2016 im Internet Archive)